# لینداو (آنهالت)
لینداو (به آلمانی: Lindau) یک منطقهٔ مسکونی در آلمان است که در تسبرست واقع شده‌است. لینداو  ۱٬۱۴۸ نفر جمعیت دارد.